# Monsteca Corral
MonTeca Corral, anche conosciuto come Monsteca Corral: Monsters vs Robots è un videogioco di azione e di strategia sviluppato da Onteca.
La pubblicazione, come software di WiiWare, è avvenuta il 16 agosto 2010 negli Stati Uniti e il 20 agosto 2010 in Europa. Il gioco consiste nel salvare, per ogni livello, tutte le creature mostruose (stompies), poi distruggere gli edifici dei nemici (che sarebbero robot), ed, infine, far ingigantire Astro Maggott (ossia un bruco che, al completamento del livello, diventa una sorta di dirigibile).